# Леньяро
Леньяро (італ. Legnaro, вен. Łegnaro) — муніципалітет в Італії, у регіоні Венето, провінція Падуя.
Леньяро розташоване на відстані близько 390 км на північ від Рима, 31 км на захід від Венеції, 10 км на південний схід від Падуї.
Населення — 8733 особи (2014).
Щорічний фестиваль відбувається 3 лютого. Покровитель — святий Власій.

## Демографія
Населення за роками:

Станом на 1 січня 2023 року в муніципалітеті офіційно проживало 728 іноземців з 53 країн, серед них 317 громадян країн Євросоюзу та 13 громадян України.

## Сусідні муніципалітети
- Бруджине
- Падуя
- Польверара
- Понте-Сан-Ніколо
- Сант'Анджело-ді-Пьове-ді-Сакко
- Саонара